# SELECTION PROJECT
《SELECTION PROJECT》，日文簡稱（SelePro），是由KADOKAWA和動畫工房合作推出的日本跨媒體企劃，電視動畫於2021年10月1日至12月24日播映，共13集。首場演唱會「SELECTION PROJECT 1st Live～Cheer for you!～」於2022年1月30日在東京Zepp Haneda舉辦。

## 概要

### 初期消息
2019年12月6日，KADOKAWA公佈展開新原創偶像計劃「PROJECT SELECTION」，該計劃以「偶像」、「甄選會」和「真人實境節目」為主題。故事設定上，「PROJECT SELECTION」內的少女為了夢想，參與全國偶像甄選會，為求在甄選會中脫穎而出，在過程以紀錄片、真人實境節目等紀錄其中的過程。除了設定和故事概要外，同日亦公佈兩名角色「美山鈴音」和「花野井玲那」，並開設了官方網站和Twitter帳戶。
在當時的設定中，「PROJECT SELECTION」分為北海道、東北、關東、東京、關西、中部、中國、四國、九州沖繩，共9個分區，分別在這些分區勝出的參賽者就可以晉身正式甄選會，並以爭取觀眾支持（yell）的多少來分出勝負。美山和花野井兩人在計劃中分別是關東地區和東京地區的參賽者。在故事中，美山鈴音自幼體弱，在醫院渡過的日子裏，支持着她心靈的是第1屆比賽的贏家、傳奇偶像「天澤燈」。美山在歷經大型手術和復康後，恢復健康，在中學三年級的夏天參與第7屆比賽，一路晉級至關東地區的決賽。
2020年12月4日，宣佈電視動畫《SELECTION PROJECT》的消息，並公開第1張主視覺圖和前導宣傳片。電視動畫由動畫工房製作，導演為曾執導《天使降臨到我身邊！》和《戀愛中的小行星》的平牧大輔，系列構成和編劇由曾創作《假面騎士EX-AID》等作品、涉獵範疇包括電視劇、動畫、舞台劇的劇作家高橋悠也，人物設定為《出租女友》的平山寬菜，CG製作為曾製作《IDOLiSH7》的DandeLion（ダンデライオン），音樂製作人為曾擔任《Love Live!》音樂製作人的木皿陽平。同日更新官方網站，公佈從分區比賽晉級的9名角色。美山和花野井改為分別代表北關東和南關東地區。
2021年3月9日，公佈聲演九名角色的聲優，分別是矢野妃菜喜、水野朔、南雲希美、荒井瑠里、羊宮妃那、岩橋由佳、白河水菜、花井美春和下地紫野。3月19日，公開第2張主視覺圖。九名聲優在3月28日舉辦的AnimeJapan2021中首次以本作聲優的身份登台亮相，活動中亦公開了本作第1條宣傳片，並宣佈為傳奇偶像天澤燈配音的是早見沙織，小野大輔則會聲演「SELECTION PROJECT」的總主持人「墨熊貓」。7月7日，公開第2條宣傳片，並宣佈動畫定於同年10月首播，以及美山鈴音在北關東地區決賽的其中一個對手「來栖賽菈」的聲優是大西沙織。宣傳片亦首次披露由9名分區代表合唱的歌曲《Only one yell》。9月9日，宣佈首播日期為10月1日，公開第3條宣傳片以及動畫的播映詳情。該宣傳片中首次披露片頭曲《Glorious Days》。

### 偶像活動
2021年8月27日，宣佈由9名聲優組成的偶像組合「9-tie」（讀音為cutie，9的日文讀音為kyū）將展開現場活動。首先，9-tie將於10月27日發行收錄3首動畫主題曲的CD，並於10月30日舉辦宣傳活動，那天將會是她們的首次現場表演。另外，9-tie將於2022年1月30日在東京Zepp Haneda舉辦演唱會「SELECTION PROJECT 1st Live～Cheer for you!～」。
2021年9月26日晚上8時，動畫第1集在YouTube和Niconico直播先行播映（不留存檔），並在之後播出有9名聲優參與的特備網絡節目。節目中宣佈多項消息，包括：網絡電台節目《SELEPRO☆RADIO～Please listen to me!～》（セレプロ☆ラジオ～Please listen to me!～）將於10月7日起隔週星期四於音泉播出，矢野妃菜喜（飾 美山鈴音）和水野朔（飾 花野井玲那）主持；藍光光碟套裝將分成4卷發售，其中第1卷將於12月22日發售；2022年3月13日將於所澤Sakura Town的Japan Pavilion會堂A舉辦「SELEPRO PARTY」活動。
10月15日第3集播映後，公開第3張主視覺圖，該圖以美山鈴音、花野井玲那組成的suzu☆rena在第3集演唱的《B.B》為主題；同時公佈劇中組合的歌曲CD和原聲音樂CD將於12月22日發售。第4集播映後，公開第4張主視覺圖，該圖以濱栗廣海、今鵜凪咲、八木野土香、淀川逢生組成的Splasoda°為主角。第5集播映後，公開以由小泉詩、山鹿栞、當麻真子組成的GapsCaps為主角的第5張主視覺圖。11月12日，公開第6張主視覺圖。
10月30日當天，9-tie在東京秋葉原舉辦動畫主題曲CD的宣傳活動。她們在活動中演唱了《Glorious Days》、《Only one yell》和《SELECTION HEROINE》。這是她們首次現場演出。9-tie在11月5日發售的漫畫雜誌《Young Gangan》刊載了她們的寫真照。
9-tie首場演唱會「SELECTION PROJECT 1st Live～Cheer for you!～」於2022年1月30日舉行。白河水菜成為COVID-19確診者的緊密接觸者，須在家隔離，因而未能出席當天的演唱會。她經檢驗後確認為陰性，而且身體狀況良好。因此演唱會如期舉行，但以8人形式演出。

### 動畫製作
《SELECTION PROJECT》的計劃始於2018年，在初期稱為「PROJECT NYANCO」，名字取自日本女子偶像組合小貓俱樂部。製作組和各個聲優在2020年12月首次碰面，錄音工作於2021年2月開始。
本作製作人小林涼和導演平牧大輔接受訪問，訪問中問及小林作為製作人，會否限制平牧的創作時，平牧稱出於動畫工房的風氣，動畫工房的製作人很少會限制導演的創作，多會偏向創作者。小林亦補充由於動畫工房是以作畫起家的公司，所以很大程度上會尊重創作者。
負責人物設計的平山寬菜相當年輕，從專門學校畢業至當時工作生涯僅為第6年。她在工作第3年就獲得了《出租女友》的人物設定工作，設計工作本身在第4年進行。雖然有人物設計的經驗，但這次《SELECTION PROJECT》是她第一次擔任原創作品的人物設計師，即是她需要從零開始設計角色。她根據已有的性格、特徵等資料，在設計時有意識着不要讓9個角色的輪廓有重覆的地方。
角色風格方面，美山鈴音的特徵是自然捲。花野井玲那的眉毛比較接近眼睛，所以看起來比較愁眉苦臉。濱栗廣海原本是想弄成鮑伯頭的，為了讓她像個女孩子，有將她的頭髮弄長一點；平山很喜歡廣海頭髮內側是水色的設計。今鵜凪咲的眼睛比起其他角色的大。八木野土香因為是個貪吃鬼，所以平山基於「貪吃鬼有垂眼的印象」，「也應該不太打理眉毛吧」等原因，就將這個角色設計成粗眉垂眼了；野土香也畫得比其他角色胖一點點。平山稱凪咲和野土香都是容易設計的角色。相比之下，淀川逢生就是最讓平山煩惱的角色。逢生一開始是長頭髮的，皮膚也比最終成品黑。小泉詩的設計是將平山在設計鈴音時的廢棄設計直接拿來用。到了山鹿栞，平山真的在設計上陷入僵局，便將家中的貓擬人化來設計栞，眼睛顏色都一樣，髮型、虎牙、貓形的嘴巴都帶有貓的風格。由於平山本人出身自九州，因此在設計代表九州的當麻真子時十分用心。
選角方面，製作組希望起用「能夠跟這個計劃一同成長」的年輕聲優，在跟各大經紀公司招募後，有約500人左右參與了第一階段的錄音帶甄選。製作組在這些人中挑選了幾十人後，再在錄音室進行第二階段的現場甄選。除了會看聲優的演技和歌喉外，還會看聲優和角色之間是否配合，以免聲優長時間勉強自己配合角色。因疫情關係，9名聲優須分成3組錄音。
音樂製作人木皿陽平自企劃開始時就已參與其中，製作組當時由「來做以甄選會為主題的偶像作品吧」開始展開討論。木皿因為覺得偶像做甚麼都可以，所以最初並沒有對做甚麼音樂有明確的形象。不過，他稱導演平牧大輔心目中對《SELECTION PROJECT》的音樂有很明確的形象。因此，這次他以比其他作品更靠近導演想法的方法來作曲。他形容平牧的想法沒有被「偶像歌曲」、「動畫歌曲」之類限制着，反而想做與此相反，比較有真實感的音樂，以配合作品真人實境節目的主題。他又稱導演也很著重於配樂，指每首配樂在導演心中都有想用的情節，所有樣本他都有檢查，也很常要求修改。

### 漫畫
本作的四格漫畫由2021年4月19日起在官方網站和Twitter帳戶上連載。
改編漫畫由2021年7月7日於Manga UP!開始連載，漫畫家是東皓司。單行本第1卷於9月22日發售。

### 其他
美山鈴音、花野井玲那的1/7人偶於2022年10月發售。

## 登場角色

### 9-tie
美山鈴音（聲：矢野妃菜喜）
14歲，中學三年級生。北關東地區代表候選人。出身自埼玉縣。自幼因病而長住醫院，並視偶像天澤燈為心靈寄托，成為燈的狂熱歌迷。幸運病癒後參與《SELECTION PROJECT》，在北關東地區代表決賽當日，因緊張過度而失誤，因而遭到淘汰。賽菈退賽後得以遞補晉級。跟玲那組成歌唱二人組「Suzu☆Rena」。隨後劇情透露，鈴音當年接受器官捐贈才得以康復，而捐贈者就是多年前身亡的天澤燈。
聲優矢野妃菜喜最初應徵的角色並非鈴音，而是花野井玲那；在試鏡當日應要求，也嘗試了鈴音的台詞。
花野井玲那（聲：水野朔）
14歲，中學三年級生。南關東地區代表候選人。出身自東京都。為人沈着冷靜，律己嚴人。跟鈴音組成歌唱二人組「Suzu☆Rena」後，玲那其實是《SELECTION PROJECT》第一屆冠軍、傳奇偶像天澤燈的妹妹一事曝光。她因不想借用姐姐的名氣，使用本名參賽。雖跟鈴音關係不好，但在未曾一起練習的情況下，兩人順利演出。
這是水野朔的第一個動畫角色。
濱栗廣海（聲：南雲希美）
16歲，高中一年級生。近畿地區代表候選人。出身自大阪府。跟今鵜凪咲、八木野土香、淀川逢生組成「Splasoda°」。
今鵜凪咲（聲：荒井瑠里）
15歲，中學三年級生。四國地區代表候選人。出身自高知縣。跟濱栗廣海、八木野土香、淀川逢生組成「Splasoda°」。
八木野土香（聲：羊宮妃那）
14歲，中學三年級生。北海道地區代表候選人。出身自北海道。貪吃鬼。跟濱栗廣海、今鵜凪咲、淀川逢生組成「Splasoda°」。
淀川逢生（聲：岩橋由佳）
13歲，中學二年級生。中國地區代表候選人。出身自廣島縣。擅長運動。跟濱栗廣海、今鵜凪咲、八木野土香組成「Splasoda°」。
小泉詩（聲：白河水菜）
11歲，小學六年級生。東北地區代表候選人。出身自宮城縣。童星出身，4歲開始演藝生涯，有着在眾人中最長的演藝生涯。專業意識強烈，在鏡頭外會變得沈靜。在樂隊中負責彈結他，暱稱「老師」。跟山鹿栞、當麻真子組成「GAPsCAPs」。
這是白河水菜的第一個動畫角色。
山鹿栞（聲：花井美春）
14歲，中學三年級生。中部地區代表候選人。出身自愛知縣。出身富貴家庭的大小姐，充滿自信。在樂隊中負責彈貝斯，暱稱「大小姐」。跟小泉詩、當麻真子組成「GAPsCAPs」。
當麻真子（聲：下地紫野）
17歲，高中二年級生。九州、沖繩地區代表候選人。出身自福岡縣。家中長女，有多名弟妹。在樂隊中負責打鼓，暱稱「媽媽」。跟小泉詩、山鹿栞組成「GAPsCAPs」。
下地紫野（出身自沖繩）為了這個角色而練習了福岡的方言，並找了跟她關係很好的高田憂希（出身自福岡）來教她。

### 其他人物
來栖賽菈（聲：大西沙織）
15歲。北關東地區代表候選人。出身自群馬縣。美日混血。在動畫第二集中選擇退賽，認為自己比不上鈴音的實力，並到國外繼續深造自己。
墨熊貓（聲：小野大輔）
SELECTION PROJECT的總主持人。
天澤燈（聲：早見沙織）
傳奇偶像。第一屆SELECTION PROJECT的優勝者，在故事開始三年前遭遇車禍身亡。

## 電視動畫

### 製作人員
- 原作：SELECTION PROJECT
- 導演：平牧大輔
- 系列構成、編劇：高橋悠也
- 人物設定：平山寬菜
- 總作畫監督：（Production I.G 新潟）、松浦麻衣
- 道具設計：宮原拓也
- 美術監督：坂下祐太（Studio Easter）
- 美術設定：藤井祐太（Studio Easter）
- 色彩設計：
- 攝影監督：吳健弘
- 編輯：坪根健太郎
- 音樂製作人：木皿陽平（Stray Cats）
- 音樂：伊賀拓郎
- 音響監督：
- 音響效果：川田清貴
- CG製作：DandeLion
- 動畫製作：動畫工房
- 製作：SELECTION PROJECT製作委員會[33]

### 主題曲
片頭曲《Glorious Days》
作詞、作曲、編曲：橘亮祐、，主唱：9-tie
片尾曲《Only one yell》
作詞、作曲、編曲：橘亮祐、，主唱：9-tie
插曲《B.B.》
作詞：牡丹，作曲、編曲：中土智博，主唱：Suzu☆Rena
插曲《SPARKRASH》
作詞：牡丹，作曲、編曲：福田陽司，主唱：Splasoda°
插曲《NOiSY MONSTER》
作詞：牡丹，作曲、編曲：藤井健太郎，主唱：GAPsCAPs
插曲
作詞、作曲、編曲：小松一也，主唱：墨熊貓
插曲《Naked Blue》
作詞、作曲、編曲：橘亮祐、，主唱：9-tie
插曲《ENDROLL》
作詞：，作曲：弓場崇弘、小高光太朗，編曲：藤井健太郎，主唱：花野井玲那
插曲《終會 實現的 夢想》（いつか かなう 夢）
作詞：yuiko，作曲、編曲：石倉譽之，主唱：9-tie

### 集數列表
| 集數 | 日文標題          | 中文標題               | 編劇     | 分鏡               | 演出                     | 作畫監督                                                                                               | 總作畫監督         | 首播日期 （2021年） |
| ---- | ----------------- | ---------------------- | -------- | ------------------ | ------------------------ | --- | ------------------ | ------------------- |
| #01  | Only one yell     | Only one yell          | 高橋悠也 | 平牧大輔           | 平牧大輔                 | 山野雅明                                                                                               | 平山寬菜           | 10月1日             |
| #02  |                   | 朝向明日啟程的少女們   | 高橋悠也 | 原口浩             | 原口浩                   | 澤井駿、納武史、烏克麗麗善似郎、長尾圭吾、板倉健                                                       |                    | 10月8日             |
| #03  |                   | 如果歌曲從這世界上消失 | 高橋悠也 | 內沼菜摘           | 內沼菜摘                 | 、澤井駿、宮原拓也、藤田晉也、立野杏奈                                                                 | 松浦麻衣           | 10月15日            |
| #04  |                   | Rush! Crush! Splash!   | 高橋悠也 | 佐山聖子           | 野木森達也               | 小川玖理周、加藤明日美、加藤直樹、河江陽向、木村拓馬、細田沙織                                         | 平山寬菜           | 10月22日            |
| #05  |                   | 極樂搗蛋鬼             | 高橋悠也 | 佐山聖子           | 金成旻                   | 山野雅明、宮原拓也、、藤田晉也                                                                         |                    | 10月29日            |
| #06  |                   | 在無人知曉的內心中     | 高橋悠也 | 高橋正典           | 高橋正典                 | 小倉寬之、板倉健、尾辻浩晃、澤井駿、烏克麗麗善似郎、納武史                                             | 松浦麻衣           | 11月5日             |
| #07  |                   | 毫無掩飾的想法是蔚藍色 | 高橋悠也 | 原口浩             | 原口浩                   | 山野雅明、烏克麗麗善似郎、渥美智也、長尾圭吾、尾辻浩晃、小倉寬之                                       | 平山寬菜           | 11月12日            |
| #08  |                   | 心中真正的音色         | 高橋悠也 | 佐山聖子           | 野木森達也               | 河江陽向、西道拓哉、島崎望、福井麻記                                                                   | 、納武史           | 11月19日            |
| #09  |                   | 貝殼中的我             | 高橋悠也 | 佐山聖子           | 內野宮晃希、山野雅明     | 板倉健、澤井駿、烏克麗麗善似郎、、尾辻浩晃、長尾圭吾                                                   | 山野雅明           | 11月26日            |
| #10  |                   | 只是想高聲歌唱         | 高橋悠也 | 金成旻、杉野垣裕菜 | 金成旻                   | 山野雅明、澤井駿、小倉寬之、烏克麗麗善似郎、中本尚、Double Swords動畫、劍                              | 平山寬菜           | 12月3日             |
| #11  |                   | 儘管緩慢 但緩步前進    | 高橋悠也 | 內沼菜摘           | 內沼菜摘                 | 尾辻浩晃、板倉健、夘野智子、長尾圭吾、、村田裕脩、小林美幸、                                           | 、納武史           | 12月10日            |
| #12  |                   | 想傳達給妳的思念       | 高橋悠也 | 杉野垣裕菜         | 原口浩、金成旻、平牧大輔 | 尾辻浩晃、長尾圭吾、板倉健、夘野智子、佐藤修太、小倉寬之、烏克麗麗善似郎、中本尚、劍                   | 、山野雅明、納武史 | 12月17日            |
| #13  | Our Glorious Days | Our Glorious Days      | 高橋悠也 | 平牧大輔           | 平牧大輔、金成旻         | 、山野雅明、納武史、澤井駿、、烏克麗麗善似郎、長尾圭吾、板倉健、尾辻浩晃、小倉寬之、佐藤修太、夘野智子 | 平山寬菜           | 12月24日            |

### 播映平台
日本深夜動畫：下文記載的日本国内播放時間使用日本標準時間（UTC+9）表示。因為部分時間标识會採用30小时制，因此請留意这类超过24:00的时间，其實際播放時間為翌日清晨。
| 播映日期                | 播映時間（UTC+9）    | 播映電視台 | 播映地區 | 備註             |
| ----------------------- | -------------------- | ---------- | -------- | ---------------- |
| 2021年10月1日－12月24日 | 星期五 22:00 - 22:30 | AT-X       | 日本全國 | 衞星廣播，有重播 |
| 2021年10月1日－12月24日 | 星期五 22:30 - 23:00 | TOKYO MX   | 東京都   |                  |
| 2021年10月1日－12月24日 | 星期五 23:00 - 23:30 | BS11       | 日本全國 | 衞星廣播         |
| 2021年10月1日－12月24日 | 星期五 24:00 - 24:30 | KBS京都    | 京都府   |                  |
| 2021年10月1日－12月24日 | 星期五 24:00 - 24:30 | SUN電視台  | 兵庫縣   |                  |
| 2021年10月1日－12月24日 | 星期五 27:05 - 27:35 | 愛知電視台 | 愛知縣   |                  |

| 播映地區                         | 播映平台 | 播映日期                | 播映時間              | 備註   |
| -------------------------------- | --- | ----------------------- | --------------------- | ------ |
| 東盟、印度、孟加拉、尼泊爾、不丹 | Muse Asia YouTube頻道 | 2021年10月1日－12月24日 | 星期五 22:00（UTC+8） | [ 36 ] |
| 馬來西亞、汶萊                   | Muse Malaysia YouTube頻道 | 2021年10月1日－12月24日 | 星期五 22:00（UTC+8） | [ 37 ] |
| 香港、澳門                       | 木棉花香港YouTube頻道 | 2021年10月1日－12月24日 | 星期五 22:00（UTC+8） | [ 38 ] |
| 臺灣                             | 巴哈姆特動畫瘋、中華電信MOD、Hami Video、LiTV 線上影視、MyVideo、遠傳friDay影音 中嘉bb寬頻.bbTV、KKTV、LINE TV、Yahoo TV 一起看、CATCHPLAY | 2021年10月1日－12月24日 | 星期五 22:00（UTC+8） | [ 39 ] |
| 臺灣                             | 木棉花台灣YouTube頻道 | 2021年10月1日－12月24日 | 星期五 22:30（UTC+8） | [ 40 ] |

### BD / DVD
| 卷數 | 發售日期       | 收錄集數       | 規格編號   | 規格編號   |
| 卷數 | 發售日期       | 收錄集數       | BD         | DVD        |
| ---- | -------------- | -------------- | ---------- | ---------- |
| 1    | 2021年12月22日 | 第1集－第3集   | ZMXZ-15131 | ZMBZ-15141 |
| 2    | 2022年1月26日  | 第4集－第6集   | ZMXZ-15132 | ZMBZ-15142 |
| 3    | 2022年2月25日  | 第7集－第9集   | ZMXZ-15133 | ZMBZ-15143 |
| 4    | 2022年3月23日  | 第10集－第13集 | ZMXZ-15134 | ZMBZ-15144 |

## 音樂作品

### 單曲
| # | 發售日期       | 標題 | Oricon公信榜 週榜最高排名 | 產品編號   | 收錄曲目                                               | 備註       |
| - | -------------- | ---- | ------------------------- | ---------- | ------------------------------------------------------ | ---------- |
| 1 | 2021年10月27日 |      | 36                        | ZMCZ-15051 | 1. Glorious Days 2. Only one yell 3. SELECTION HEROINE | 主題曲合集 |
| 2 | 2021年12月22日 |      |                           | ZMCZ-15261 | 1. B.B. 2. SPARKRASH 3. NOiSY MONSTER 4. Naked Blue    | 組合曲合集 |

## 出版書籍

### 漫畫
| 卷數 | 史克威爾艾尼克斯 | 史克威爾艾尼克斯       |
| 卷數 | 發售日期         | ISBN                   |
| ---- | ---------------- | ---------------------- |
| 1    | 2021年9月22日    | ISBN 978-4-7575-7485-4 |
| 2    | 2022年4月7日     | ISBN 978-4-7575-7796-1 |

## 外部連結
- 官方網站（日語）
- 漫畫官方網站（日語）
- SELECTION PROJECT的X（前Twitter）（日語）